# Anatole Leroy-Beaulieu

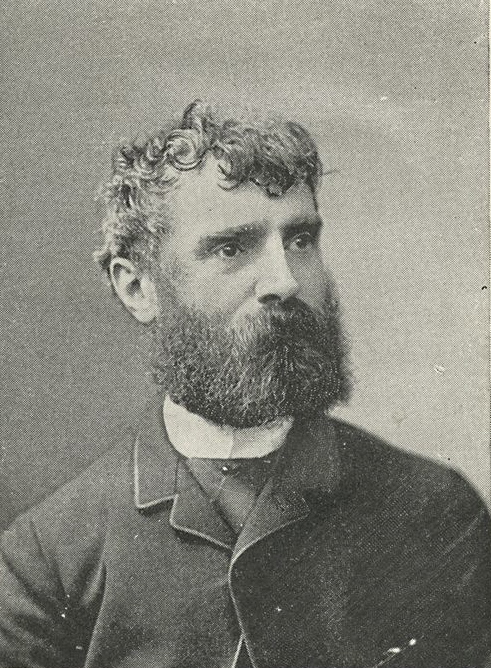
Anatole Leroy-Beaulieu (1842–1912)

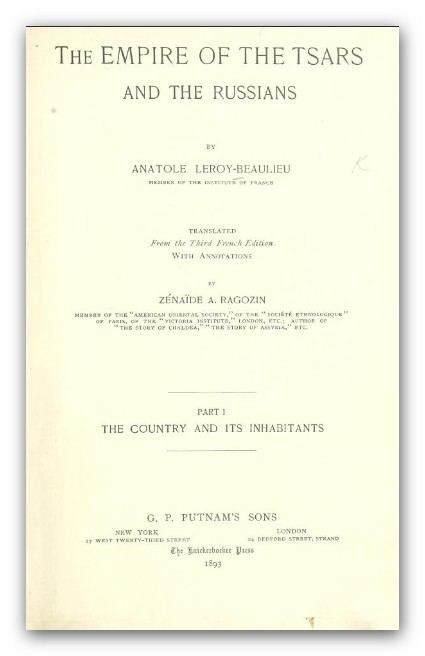
The Empire of the Tsars and the Russians. Part I (1893)

Anatole Leroy-Beaulieu (geboren 12. Februar 1842 in Lisieux, Calvados; gestorben 16. Juni 1912 in Paris) war ein französischer Publizist und Historiker, der sich auf die Geschichte Russlands spezialisierte. Er war ein starker Gegner aller Formen religiöser Unterdrückung und kämpfte in seinen Schriften unter anderem für die Gleichberechtigung der russischen Juden und gegen den Antisemitismus. Er war Präsident der Ligue nationale contre l’athéisme („Nationales Bündnis gegen den Atheismus“).

## Biografie
Anatole Leroy-Beaulieu wurde 1842 in Lisieux im Calvados geboren. Er stammte aus einer alten französischen katholischen Familie. Er war Mitglied der Académie des sciences morales et politiques und heiratete Antoinette Dailly (1847–1909), die Tochter des Bankiers Adolphe Dailly, des Gründers des Crédit Foncier.
Anatole Leroy-Beaulieu wurde durch seinen religiösen Glauben dazu inspiriert, für die Freiheit des Einzelnen zu kämpfen, wobei er es als seine wichtigste Aufgabe als Gelehrter ansah, die Freiheit des Denkens zu verteidigen. Sein religiöses Empfinden und seine intellektuellen Überzeugungen machten ihn zu einem der großen Gegner des Antisemitismus im 19. Jahrhundert.
Er setzte sich in verschiedenen Werken ausführlich mit dem Antisemitismus auseinander, den er als unbegründetes Vorurteil und heimtückische Doktrin des Hasses ablehnte. Neben seinen zahlreichen Aktivitäten zugunsten der Juden gründete er 1894, angeregt durch den erneuten Ausbruch von Pogromen gegen die Juden in Russland, das Comité de défense et de progrès social. 1893 und 1894 beteiligte er sich als Autor an der kurzlebigen Zeitschrift La Vraie Parole des österreichischen Journalisten Isidore Singer.
Sein älteres Buch mit dem Titel Israël et l’Antisémitisme wurde 1943 von der Rand School of Social Science in New York als Verurteilung der antisemitischen Politik Vichy-Frankreichs unter Staatschef Pétain veröffentlicht. In den darin vorgestellten Auszügen beklagt Leroy-Beaulieu die Verbreitung des Antisemitismus in der französischen Gesellschaft und argumentiert, dass dieser den republikanischen Grundsätzen und dem Geist der Nation widerspreche. Der Antisemitismus führe alle Übel der Gesellschaft, insbesondere den übermäßigen Materialismus, vereinfachend auf die Juden zurück. Auf gefährliche Weise lenke er die Aufmerksamkeit von der eigenen Verantwortung des Menschen ab. Er zieht Parallelen zwischen Antisemitismus und Antiklerikalismus und sieht den revolutionären Sozialismus, nicht das Judentum oder den Katholizismus, als den größten Feind der französischen Gesellschaft.

## Publikationen
Hauptwerke
- L’empire des tsars et les Russes
  - dt.: Das Reich der Zaren und die Russen. 3 Bände 1. Abteilung: Russland und die Russen / 2. Abteilung: Die Inneren Zustände Russlands / 3. Abteilung: [ohne extra Bandtitel] [autorisierte deutsche, mit Schlussbemerkungen versehene Ausg. / von L. Pezold] Leroy-Beaulieu, Anatole: Verlag: Fupel Verlag 1887–1890 (Online-Teilansicht)
- Israël chez les nations, Paris, Calmann-Lévy, 1893
- L’Antisémitisme, Paris, C. Lévy, 1897 (Conférence de M. Anatole Leroy-Beaulieu: Faite à l’Institut Catholique de Paris, le 27 févirer 1897.)
- Les Doctrines de haine, l’antisémitisme, l’antiprotestantisme, l’anticléricalisme, Paris, Calmann-Lévy, 1902
  - Der Antisemitismus. Berlin : Edelheim, 1901 (Uebers. von Wilhelm Thal)

- Israël et l’Antisémitisme [Collection Tradition Française].[4] Rand School of Social Science, New York, 1943 (“Consists of the preface and final pages of the author’s Israël chez les nations, and the Avant-propos de Lucien Romier[5] issued in the last edition of that work (Paris, 1937) cf. p. [4].” – worldcat.org)

- Les catholiques libéraux, l’église et le libéralisme de 1830 à nos jours (1885)
- La France, la Russie et l’Europe (1888)
- La papauté, le socialisme et la démocratie (1892)

Werke im Einzelnen
- Cathédrale d’Évreux. La restauration de nos monuments historiques devant l’art et devant le budget, Paris, Piccard, 1875
- Christianisme et démocratie, christianisme et socialisme, Paris, Bloud, 1905
- Collectiviste et anarchiste : dialogue sur le socialisme et l’individualisme, Paris, [s.n.], 1898
- Études russes et européennes, Paris, Lévy, 1897
- Israël chez les nations, Paris, Calmann-Lévy, 1893
- L’Empire des tsars et les Russes, Paris, Hachette, 1881–1889, ISBN 978-2-221-06597-6
- La France, la Russie et l’Europe, Paris, Calmann Lévy, 1888
- La France, Paris, Lévy, 1888
- La Liberté d’enseignement, Paris, Comité de défense et de progrès social, 1890
- La Papauté, le socialisme et la démocratie, Paris, Calmann Lévy, 1892
- La Patrie française et l’internationalisme, Paris, Comité de défense et de progrès social, 1897
- La Révolution et le libéralisme, Paris, Hachette, 1890
- La Russie et la crise russe, Rouen, Société normande de Géographie, 1907
- L’Antisémitisme, Paris, C. Lévy, 1897 (Digitalisat)
- Le Pays et les habitants, Paris, 1890
- Les Arméniens et la question arménienne, Paris, Clamaron-Graff. 1896
- Les Catholiques libéraux ; l’Église et le libéralisme de 1830 à nos jours, Paris, E. Plon, Nourrit, 1885
- Les Doctrines de haine, l’antisémitisme, l’antiprotestantisme, l’anticléricalisme, Paris, Calmann-Lévy, 1902
- Les Immigrants juifs et le judaïsme aux États-Unis, Paris, Librairie nouvelle, 1905
- Questions d’Autriche-Hongrie et question d’Orient, Paris, Plon-Nourrit, 1903
- Un Empereur – un roi – un pape – une restauration, Paris, Charpentier, 1879
- Un Homme d’État russe (Nicolas Milutine) d’après sa correspondance inédite ; étude sur la Russie et la Pologne pendant le règne d’Alexandre II (1855–1872), Paris, Hachette, 1884
- Pourquoi nous ne sommes pas socialistes Audio (1895)